# Сан-Жуан-ду-Кару

Сан-Жуан-ду-Кару на карте штата.

Сан-Жуан-ду-Кару (порт. São João do Carú) — муниципалитет в Бразилии, входит в штат Мараньян. Составная часть мезорегиона Запад штата Мараньян. Входит в экономико-статистический микрорегион Пиндаре. Население составляет 12 309 человек на 2010 год. Занимает площадь 908,077 км². Плотность населения — 13,56 чел./км².

## Демография
Согласно сведениям, собранным в ходе переписи 2010 г. Национальным институтом географии и статистики (IBGE), население муниципалитета составляет:
| Полное население                               | Полное население                               | Полное население                               | Полное население                               | 12 309 |
| ---------------------------------------------- | ---------------------------------------------- | ---------------------------------------------- | ---------------------------------------------- | ------ |
| в том числе:                                   | Городское население                            | 6323                                           | Процент городского населения, %                | 51,37  |
|                                                | Сельское население                             | 5986                                           | Процент сельского населения, %                 | 48,63  |
|                                                | Мужское население                              | 6339                                           | Процент мужского населения, %                  | 51,50  |
|                                                | Женское население                              | 5970                                           | Процент женского населения, %                  | 48,50  |
| Плотность населения, чел/км²                   | Плотность населения, чел/км²                   | Плотность населения, чел/км²                   | Плотность населения, чел/км²                   | 13,56  |
| Население муниципалитета в % к населению штата | Население муниципалитета в % к населению штата | Население муниципалитета в % к населению штата | Население муниципалитета в % к населению штата | 0,19   |

По данным оценки 2016 года, население муниципалитета составляет 15 520 жителей.

## Статистика
- Валовой внутренний продукт на 2003 год составляет 26 585 307,00 реалов (данные: Бразильский институт географии и статистики).
- Валовой внутренний продукт на душу населения на 2003 год составляет 1851,73 реал (данные: Бразильский институт географии и статистики).
- Индекс развития человеческого потенциала на 2000 год составляет 0,511 (данные: Программа развития ООН).